# Intertek

Altes Logo

Die Intertek Group plc mit Sitz in London ist ein börsennotiertes internationales Inspektions-, Prüfungs- und Zertifizierungsunternehmen. Intertek verfügt über ein Netzwerk von mehr als 1.000 Niederlassungen in über 100 Ländern mit mehr als 44.000 Mitarbeitern.

## Hintergrund
Das Unternehmen unterstützt seine Kunden bei der Einhaltung von Qualitäts-, Sicherheits- und Leistungsstandards durch Prüfung, Inspektion, Zertifizierung, Auditierung, Outsourcing, Beratung und Qualitätssicherung. Intertek betreut Kunden aus verschiedensten Branchen, zum Beispiel Agrarprodukte & Lebensmittel, Automobil, Rohstoffe, Bauprodukte oder IT & Telekommunikation.
Der erste Ursprung geht auf eine durch Caleb Brett gegründete Überwachungsgesellschaft für den maritimen Handel zurück; 1896 gründete Thomas Edison die später umbenannten Electrical Testing Laboratories (ETL). Das daraus benannte ETL-Zeichen ist heute ein Prüfzeichen für den nordamerikanischen Markt.

## Netzwerk in der DACH-Region
In Deutschland, Österreich und der Schweiz verfügt Intertek über 15 Standorte.
Aus dem deutschsprachigen Raum heraus operieren die Geschäftsbereiche (Business Lines) Transportation Technologies, Wireless & Network Assurance, Life Sciences, Hardlines/Toys, Softlines, Food Services, Agri Services, Industrial Services, Business Assurance, Commodities (Analytical Assessment, Cargo und Government & Trade Services).
Die zentrale Verwaltung erfolgt durch die Intertek Holding Deutschland GmbH mit Sitz in Leinfelden-Echterdingen südlich von Stuttgart.